# Белиз на летних Олимпийских играх 2012
Белиз принимал участие в летних Олимпийских играх 2012 года, которые проходили в Лондоне (Великобритания) с 27 июля по 12 августа, где его представляли 3 спортсмена в двух видах спорта. На церемонии открытия Олимпийских игр флаг Белиза нёс бегун Кеннет Медвуд.
На летних Олимпийских играх 2012 Белиз вновь не сумел завоевать свою первую олимпийскую медаль. Все спортсмены Белиза впервые принимали участие в Олимпийских играх. Наиболее успешно выступил знаменосец Кеннет Медвуд, дошедший до полуфинала на дистанции 400 метров с барьерами.

## Состав и результаты

### Дзюдо
Эддермис Санчес не принимал участие в первом раунде. В 1/16 финала Санчес проиграл венгру Миклошу Унгвари со счётом 0000:0010.
Мужчины
| Соревнование | Спортсмены      | 1/32 финала        | 1/16 финала               | 1/8 финала           | Четвертьфинал        | Полуфинал            | Финал                | Место |
| Соревнование | Спортсмены      | Соперник Результат | Соперник Результат        | Соперник Результат   | Соперник Результат   | Соперник Результат   | Соперник Результат   | Место |
| ------------ | --------------- | ------------------ | ------------------------- | -------------------- | -------------------- | -------------------- | -------------------- | ----- |
| до 66 кг     | Эддермис Санчес | Не участвовал      | HUNМ. Унгвари П 0000:0010 | Завершил выступление | Завершил выступление | Завершил выступление | Завершил выступление | 17    |

### Лёгкая атлетика
Мужчины
Беговые виды
| Соревнование           | Спортсмены    | Отборочный раунд | Отборочный раунд | Отборочный раунд | Полуфинал | Полуфинал | Полуфинал | Финал                | Финал                |
| Соревнование           | Спортсмены    | Забег            | Результат        | Место            | Забег     | Результат | Место     | Результат            | Место                |
| ---------------------- | ------------- | ---------------- | ---------------- | ---------------- | --------- | --------- | --------- | -------------------- | -------------------- |
| 400 метров с барьерами | Кеннет Медвуд | 1                | 49,78            | 4 LL             | 2         | 49,87     | 5         | Завершил выступление | Завершил выступление |

Женщины
Беговые виды
| Соревнование | Спортсмены     | Отборочный раунд | Отборочный раунд | Отборочный раунд | Четвертьфинал | Четвертьфинал | Четвертьфинал | Полуфинал             | Полуфинал             | Полуфинал             | Финал                 | Финал                 |
| Соревнование | Спортсмены     | Забег            | Результат        | Место            | Забег         | Результат     | Место         | Забег                 | Результат             | Место                 | Результат             | Место                 |
| ------------ | -------------- | ---------------- | ---------------- | ---------------- | ------------- | ------------- | ------------- | --------------------- | --------------------- | --------------------- | --------------------- | --------------------- |
| 100 метров   | Кайна Мартинес | 2                | 11,81            | 2 Q              | 7             | 11,89         | 8             | Завершила выступление | Завершила выступление | Завершила выступление | Завершила выступление | Завершила выступление |